# Liste der Baudenkmäler im Wuppertaler Wohnquartier Höhe
Die Liste der Baudenkmäler im Wuppertaler Wohnquartier Höhe enthält die denkmalgeschützten Bauwerke auf dem Gebiet von Wuppertal-Höhe in Nordrhein-Westfalen (Stand: November 2011). Diese Baudenkmäler sind in der Denkmalliste der Stadt Wuppertal eingetragen; Grundlage für die Aufnahme ist das Denkmalschutzgesetz Nordrhein-Westfalen (DSchG NRW).

## Auszug aus der Denkmalliste

### Eingetragene Baudenkmäler
| Bild           | Bezeichnung | Lage              | Beschreibung    | Bauzeit | Eingetragen seit | Denkmal- nummer |
| -------------- | ----------- | ----------------- | --------------- | ------- | ---------------- | --------------- |
| weitere Bilder | Wohnhaus    | Höhe Bies 1 Karte | Wohnhaus Bies 1 | um 1800 | 29. März 1985    | 393 Wikidata    |
| weitere Bilder | Wohnhaus    | Höhe Bies 2 Karte | Wohnhaus Bies 2 | um 1800 | 29. März 1985    | 394 Wikidata    |